# 鮑伊鎮區 (阿肯色州迪沙縣)
鮑伊鎮區（英語：Bowie Township）是位於美國阿肯色州迪沙縣的一個行政鎮區。

## 地方資料
鮑伊鎮區的面積為91.80平方千米，當中陸地面積為91.20平方千米，而水域面積為0.60平方千米。根據2010年美國人口普查的數據，當地共有人口4213人，而人口密度為每平方千米45.89人。